# Hlîbociok, Baranivka
Hlîbociok (în ucraineană Глибочок) este un sat în comuna Markivka din raionul Baranivka, regiunea Jîtomîr, Ucraina.

## Demografie
Componența lingvistică a localității Hlîbociok
     Ucraineană (98,18%)
     Rusă (1,72%)
     Alte limbi (0,11%)
Conform recensământului din 2001, majoritatea populației localității Hlîbociok era vorbitoare de ucraineană (98,18%), existând în minoritate și vorbitori de rusă (1,72%).